# Ганейзер, Галина Евгеньевна
Галина Евгеньевна Ганейзер (21 марта 1912, Москва — 19 мая 1998, там же) — русская детская писательница.
Окончила МГУ им. М. В. Ломоносова. Кандидат географических наук. Награждена медалями. Лауреат конкурса на лучшее художественное произведение для детей (1951). Член Союза писателей СССР (1953). Дочь журналиста и переводчика Евгения Ганейзера. Мать поэтессы Лии Владимировой и педагога Евгении Дубровкиной (род. 1947).

Проживала в писательском доме: улица Черняховского, д. 4.

## Произведения

### Проза
- Река в пустыне. М.; Л., 1950[2][3]
- Шелковинка. М.; Л., 1952[4]
- Почему реки в море текут. М.; Л., 1953
- Про жаркую пустыню. М., 1953 (Библиотечка детского сада)
- Про высокие горы. М., 1955
- С севера на юг: Рассказы. М., 1955
- На лугу. М., 1959
- Рассказы об удивительном. М., 1959 (Школьная библиотека)[5]
- Откуда Березовка течет. М., 1960 (Что, как и почему)
- Про холодную тундру и жаркую пустыню. М., 1960[6]
- Загадка Ирвы: Повесть. М., 1961
- Недалекое путешествие. М., 1962
- Какая ты, Камчатка? М., 1964
- География в картинках. М., 1971
- Полуостров Мангышлак. М., 1972
- Там, где начинается море. М., 1974 (Почемучкины книжки)
- Реки нашей страны: (Книга для учащихся). М., 1975[7]
- Тропками земли. М., 1975 (Библиотечка пионера-активиста)